# La Bohème
 For alternative betydninger, se Boheme (flertydig). (Se også artikler, som begynder med Boheme)
La Bohème er en opera i fire akter af Giacomo Puccini med italiensk libretto af Luigi Illica og Giuseppe Giacosa efter Scènes de la vie de bohème af Henri Murger. Uropførelsen fandt sted i Torino den 1. februar 1896 på Teatro Regio med den unge Arturo Toscanini som dirigent. Siden er La Bohème blevet en del af standardrepertoiret og et af de hyppigst opførte værker. Ifølge Opera America er La Bohème den næsthyppigst opførte opera i USA, lige efter en anden Puccini-opera, nemlig Madama Butterfly. I 1946, halvtreds år efter operaens premiere, dirigerede Toscanini en radioopførelse af den med NBC Symphony Orchestra. Den er udgivet på plade og CD. Det er den eneste optagelse af en Puccini-opera, der findes med den dirigent, der også dirigerede ved uropførelsen (se Diskografi nedenfor).

## Historiens oprindelse
Librettoen til La Bohème er baseret på Henri Murgers roman, Scènes de la vie de bohème. Den er en samling af vignetter uden en rigtig handling. Lige som skuespillet fra 1849 af Murger og Théodore Barrière fokuserer librettoen på forholdet mellem Rodolfo og Mimì, som slutter med hendes død. Og som i skuespillet slår librettoen to personer fra romanen, Mimi og Francine, sammen til én.
En stor del af librettoen er original. De væsentligste dele af handlingen i anden og tredje akt er Illicas opfindelse med få henvisninger til hændelser og personer, der også optræder hos Murger. Det meste af første og fjerde akt følger romanen og samler episoder fra de forskellige kapitler. Slutscenerne med Rodolfo og Mimì følger både skuespillet og romanen. Historien om, hvordan de mødes, følger nøje kapitel 18 med de to elskende, der bor på kvisten. Det er ikke Rodolfo og Mimì, men snarere Jacques og Francine. Historien om Mimìs død i operaen bygger på to forskellige kapitler i romanen, et om Francines død og et anden om Mimìs.
Den trykte libretto indeholder et notat fra tekstforfatterne, der kort omtaler deres tilpasning af værket. Uden at nævne skuespillet direkte forsvarer de deres sammenfletning af Francine og Mimìs personer: "Chi puo non confondere nel delicato profilo di una sola donna quelli di Mimì e di Francine?" ("Hvem kan ikke sammenblande Francine og Mimì i en enkelt kvindes fine person?") På det tidspunkt var romanen ikke omfattet af ophavsretten, idet Murger var død uden arvinger, men rettighederne til skuespillet blev stadig håndhævet af Barrières arvinger.

## Titlens betydning
Siden det 16. århundrede er det franske ord bohémien blevet brugt om sigøjnere, baseret på den fejlagtige tro, at de kommer fra Bøhmen. Eftersom sigøjnere ofte forbindes med et vildt og frit liv adskilt fra det normale samfund, kom navnet i forbindelse med den modkultur, som unge kunstnere og andre oprørere dyrkede i Quartier Latin i det 19. århundredes Paris. Der var altså tale om et dagligdags begreb i Paris, da Henri Murger brugte det i titlen på den samling af historier, der i sidste ende blev grundlaget for operaen. Murgers værk bar brugen af ordet fra Paris og det franske sprog til den øvrige verden; begreber som bohemer og bohemeliv har samme betydning på dansk som på fransk.
I forordet til Scenes de la vie de bohème skrev Murger: " La Bohème, c'est le stage de la vie artistique; c'est la préface de l'Académie, de l'Hôtel-Dieu ou de la Morgue" ("Bohemeri er et stadium i kunstnerlivet, det er forordet til Akademiet, til Hôtel-Dieu [dvs. himmerige] eller til lighuset").
Selv om Puccinis opera er på italiensk, fik den en fransk titel, idet Murgers titel blev forkortet til blot La Bohème. Det betyder ikke "Bohème-pigen", der på fransk skulle have være "La Bohèmienne". Titlen henviser heller ikke til det franske ord for "Bøhmen", der er "Bohême". "La Bohème" bruges på fransk om et kollektiv af bohemer, altså svarende til "bohemerne". Ligeledes ses titlen ofte skrevet med stort 'L' og lille 'b', men det er ukorrekt; ifølge franske regler skal titlen skrives La Bohème.

## Opførelseshistorie

### Første succes
Verdenspremieren på La Bohème fandt sted i Torino den 1. februar 1896 på Teatro Regio og blev dirigeret af den unge Arturo Toscanini. Operaen blev hurtigt populær i hele Italien og blev sat op af Teatro di San Carlo (14. marts 1896 med Elisa Petri som Musetta og Antonio Magini-Coletti som Marcello), Teatro Comunale di Bologna (4. november 1896 med Amelia Sedelmayer som Musetta og Umberto Beduschi som Rodolfo), Teatro Costanzi (17. november 1896 med Maria Stuarda Savelli som Mimì, Enrico Giannini-Grifoni som Rodolfo og Maurizio Bensaude som Marcello), Teatro alla Scala (15. marts 1897 med Angelica Pandolfini som Mimì, Camilla Pasini som Musetta, Fernando De Lucia som Rodolfo og Edoardo Camera som Marcello), Teatro La Fenice (26. december 1897 med Emilia Merolla som Mimì, Maria Martelli som Musetta, Giovanni Apostolu, Franco Mannucci som Rodolfo og Ferruccio Corradetti som Marcello), Teatro Regio di Parma (29. januar 1898 med Solomiya Krushelnytska som Mimì, Lina Cassandro som Musetta, Pietro Ferrari som Rodolfo og Pietro Giacomello som Marcello) og på Teatro Donizetti di Bergamo (21. august 1898 med Emilia Corsi som Mimì, Annita Barone som Musetta, Giovanni Apostolu som Rodolfo og Giovanni Roussel som Marcello).
Den første opførelse af La Bohème uden for Italien var på Teatro Colón i Buenos Aires i Argentina den 16. juni 1896. Operaen blev opført i Alexandria, Lissabon og Moskva i begyndelsen af 1897. Den engelske premiere fandt sted på Theatre Royal i Manchester den 22. april 1897 i en opsætning af Carl Rosa Opera Company under Puccinis tilsyn. Denne opførelse blev sunget på engelsk og med Alice Esty som Mimì, Bessie McDonald som Musetta, Robert Cunningham som Rodolfo og William Paull som Marcello. Den 2. oktober 1897 gav samme selskab operaen på Royal Opera House i London og den 14. oktober 1897 i Los Angeles, hvilket markerede operaens amerikanske premiere. Operaen nåede til New York den 16. maj 1898, hvor den blev opført på Palmo's Opera House med Giuseppe Agostini som Rodolfo. Den første opførelse som Royal Opera House selv stod bag gik over scenen den 1. juli 1899 med Nellie Melba som Mimì, Zélie de Lussan som Musetta, Fernando De Lucia som Rodolfo og Mario Ancona som Marcello.
La Bohème fik premiere i Tyskland på Krolloper i Berlin den 22. juni 1897. Den franske premiere var på Opéra-Comique den 13. juni 1898 i Théâtre des Nations. Produktionen benyttede en fransk oversættelse af Paul Ferrier med Julia Guiraudon som Mimì, Jeanne Tiphaine som Musetta, Adolphe Maréchal som Rodolfo og Lucien Fugère som Marcello.

### 20. århundrede
La Bohème fortsatte med at vinde international udbredelse i det 20. århundrede. I løbet af 1903 spillede den 100 gange alene på Opéra-Comique. Den belgiske premiere fandt sted på La Monnaie den 25. oktober 1900 i Ferriers franske oversættelse med Marie Thierry som Mimì, Léon David som Rodolfo og Eugène-Charles Badiali som Marcello og kulisser af Devis, Lynen, og Dubosq; Philippe Flon dirigerede. På Metropolitan Opera kom værket første gang på scenen den 26. december 1900 med Nellie Melba som Mimì, Annita Occhiolini-Rizzini som Musetta, Albert Saléza som Rodolfo, Giuseppe Campanari som Marcello og Luigi Mancinelli som dirigent.
Operaen blev første gang opført i Brasilien på Teatro Amazonas i Manaus den 2. juli 1901 med Elvira Miotti som Mimì, Mabel Nelma som Musetta, Michele Sigaldi som Rodolfo og Enrico De Franceschi som Marcello.
Andre premierer fulgte snart efter:
- Melbourne: 13. juli 1901, Her Majesty's Theatre; første opførelse i Australien.[9]
- Monaco: 1. februar 1902, Opéra de Monte-Carlo i Monte Carlo med Nellie Melba som Mimì, Enrico Caruso som Rodolfo, Alexis Boyer som Marcello og Léon Jehin som dirigent.[7]
- Prato: 25. december 1902, Regio Teatro Metastasio med Ulderica Persichini som Mimì, Norma Sella som Musetta, Ariodante Quarti som Rodolfo og Amleto Pollastri som Marcello.[7]
- Catania: 9. juli 1903, Politeama Pacini med Isabella Costa Orbellini som Mimì, Lina Gismondi som Musetta, Elvino Ventura som Rodolfo og Alfredo Costa som Marcello.[7]
- Østrig: 25. november 1903, Wiener Staatsoper i Wien med Selma Kurz som Mimì, Marie Gutheil-Schöder som Musetta, Fritz Schrödter som Rodolfo, Gerhard Stehmann som Marcello og Gustav Mahler som dirigent.[7]
- Sverige: 19. maj 1905, Dramaten i Stockholm på Kungliga Operan med Maria Labia som Mimì.[7]

### Danske opførelser
Det danske operapublikum har også kunnet se La Bohème,. Den danske premiere stod tre år efter den svenske og tolv år efter den italienske urpremiere: Det Kongelige Teater opførte operaen første gang den 22. oktober 1908 i en oversættelse af Salomon Levysohn og med Vilhelm Herold som Rodolfo. Oversættelsen blev meget dygtigt og morsomt revideret af Holger Boland i 1973, men synges nu på italiensk med danske overtekster. Den Kongelige Opera har spillet værket 502 gange indtil 1994; i sæsonen 2010-2011 kunne den igen opleves i København i en opsætning af Mikael Melbye med den russiske verdenssopran Anna Netrebko som gæst ved to af forestillingerne i december. Operaen i Midten er desuden på landsturné med en opsætning, der er en genopsætning af en forestilling fra 2008. Den Fynske Opera og Den Jyske Opera har også opført operaen.
Opera Hedeland har den 2017.

## Roller
| Rolle                                                                                 | Stemmetype | Originalbesætning, 1. februar 1896 (Dirigent: Arturo Toscanini) |
| ------------------------------------------------------------------------------------- | ---------- | --------------------------------------------------------------- |
| Rodolfo, en digter                                                                    | Tenor      | Evan Gorga                                                      |
| Mimì, en syerske                                                                      | Sopran     | Cesira Ferrani                                                  |
| Marcello, en kunstmaler                                                               | Baryton    | Tieste Wilmant                                                  |
| Musetta, en sangerinde                                                                | Sopran     | Camilla Pasini                                                  |
| Schaunard, en musiker                                                                 | Baryton    | Antonio Pini-Corsi                                              |
| Colline, en filosof                                                                   | Bas        | Michele Mazzara                                                 |
| Benoît, deres husvært                                                                 | Bas        | Alessandro Polonini                                             |
| Alcindoro, et byrådsmedlem                                                            | Bas        | Alessandro Polonini                                             |
| Parpignol, en legetøjssælger                                                          | Tenor      | Dante Zucchi                                                    |
| En tolder                                                                             | Bas        | Felice Fogli                                                    |
| Studerende, arbejdende piger, byfolk, handlende, gadesælgere, soldater, tjenere, børn |            |                                                                 |

## Synopsis[12]
Tid: Omkring 1830
Sted: Paris

Stykket handler om syersken Mimì og digteren Rodolfos kærlighed. De bliver næsten med det samme forelsket, men Rodolfo vil forlade Mimì på grund af hendes flirten. Da Mimì bliver dødssyg, føler Rodolfo sig skyldig, da deres liv sammen har forværret hendes tilstand. De genforenes for et kort øjeblik, før Mimi udånder.

### Første akt
Marcello er ved at male, mens Rodolfo stirrer ud af vinduet. For at holde varmen på deres kvistværelse i Paris brænder Rodolfo manuskriptet til sit drama. Filosoffen Colline kommer ind rystende af kulde og brokker sig over ikke at kunne pantsætte nogle bøger. Musikeren Schaunard kommer så med mad, brænde, vin, cigarer og penge og forklarer, at han har fået arbejde for en excentrisk engelsk gentleman. De andre lytter næppe til hans historie, mens de kaster sig over maden. Schaunard afbryder dem og erklærer, at de alle skal fejre hans held ved at spise middag på Cafe Momus her, juleaften.
Mens de drikker, kommer husværten Benoît for at opkræve husleje. De smigrer ham og byder ham på et glas eller to. I sin fuldskab fortæller han om sine kærlighedseventyr, men da han kommer for skade at røbe, at han er gift, smider de ham ud – uden at give ham lejen – i foregiven forargelse. De deler pengene mellem sig før deres lystige aften i latinerkvarteret.
De øvrige bohèmer går, mens Rodolfo sidder alene tilbage for at afslutte en artikel; han lover at komme snart. Det banker på døren, og Mimì, en syerske, der også bor i bygningen, kommer ind. Hendes lys er blæst ud, og hun har ingen tændstikker; hun beder Rodolfo om at tænde det. Hun takker ham, men kommer tilbage et øjeblik efter og siger, at hun har tabt sin nøgle. Begge deres lys går ud, og de snubler i mørket. Rodolfo, der er ivrig efter at være sammen med Mimì, finder nøglen og gemmer den i lommen, og lader som om, at han ikke kan finde den. Rodolfo og Mimì fortæller hinanden om sig selv (Che gelida manina; Sì, mi chiamano Mimì). De ventende venner kalder utålmodigt på Rodolfo; han foreslår hende at blive hjemme, men hun vil gerne med. Da de går, giver de deres nyfundne kærlighed udtryk (O soave fanciulla).

### Anden akt
Mange mennesker går rundt blandt gadesælgere i latinerkvarteret, Quartier Latin, der falbyder deres varer (Aranci, datteri! Caldi i marroni!). Vennerne kommer glade ind; Rodolfo køber en kyse til Mimi. Pariserne sladrer med vennerne og handler, mens børnene plager legetøjssælgeren Parpignol om at vise sine varer frem. Vennerne går ind på Cafe Momus.
Mens de spiser, kommer Musetta med sin rige, noget ældre beundrer, notar Alcindoro, som hun taler til, som var han en skødehund. Det er klart, at hun er træt af ham (Quando m'en vò). Hun håber at genvinde Marcellos opmærksomhed. Marcello brænder af jalousi. For at slippe af med Alcindoro, foregiver Musetta, at hendes sko strammer, og sender ham til skomageren med den. Musetta og Marcello falder i hinandens arme og forsones.
Vennnerne får regningen og ser, at Schaunards penge ikke rækker til. Musetta får Alcindoro til at betale, hvorefter Marcello og Colline bærer hende på skuldrene under de omkringsståendes applaus. Da alle er gået, kommer Alcindoro med skoen, hvorpå tjeneren rækker ham regningen. Alcindoro ser lamslået på beløbet og synker så ned i en stol.

### Tredje akt
Ved byporten er bønderne på vej ind i byen forbi tolden. Blandt dem er Mimì, der hoster voldsomt. Hun prøver at finde Marcello, der bor på en lille beværtning i nærheden, hvor han maler skilte for værten. Hun fortæller ham om sit hårde liv med Rodolfo, der har forladt hende samme aften (O buon Marcello, aiuto!). Marcello fortæller hende, at Rodolfo sover, men han vågner og kommer ud for at se efter Marcello. Mimì gemmer sig og hører Rodolfo fortælle Marcello, at han forlod hende på grund af hendes koketteri, men til sidst indrømmer han, at han frygter, at hun langsomt er ved at bukke under for sygdom. I sin fattigdom kan Rodolfo ikke gøre meget for at hjælpe Mimì og håber, at hans foregivne uvenlighed vil få hende til at søge en mere velhavende elsker (Marcello, finalmente). Af venlighed mod Mimì forsøger Marcello at lukke munden på ham, men hun har hørt det hele fra sit skjul. Hendes hoste afslører hende, og Rodolfo og Mimì mindes deres kærlighed. De vil skilles i mindelighed (Donde lieta uscì), men deres kærlighed er for stærk. De enes om at blive sammen til foråret. I mellemtiden har Marcello sluttet sig til Musetta, og de skændes allerede voldsomt (Addio dolce svegliare alla mattina!)

### Fjerde akt
Tilbage på kvisten er Marcello og Rodolfo i gang med arbejdet, mens de begræder tabet af deres respektive elskede (O Mimi, tu più non torni). Schaunard og Colline kommer med en meget spartansk middag, og de lader alle som om, der er rigeligt, og de danser og synger. Musetta kommer og fortæller, at Mimì, der fandt en velhavende vicomte efter at have forladt Rodolfo i foråret, har forladt ham. Musetta har set hende gå dødssyg omkring i gaderne, og har derfor taget hende med. Mimì, der er helt udtæret og bleg, hjælpes ned i en stol. Musetta og Marcello går ud for at sælge Musettas øreringe for at købe medicin, og Colline går ud for at pantsætte sin frakke (Vecchia zimarra). Schaunard forsvinder på Collines opfordring for at give Mimì og Rodolfo tid sammen. De er alene tilbage og mindes deres tidligere lykke (Sono andati?). De genoplever deres første møde i erindringen: lysene, den tabte nøgle og den lyserøde kyse, som Rodolfo gav hende, og som han har gemt til erindring om deres kærlighed. De andre har købt medicin og en muffe, der kan varme Mimìs kolde hænder. De fortæller Rodolfo, at de har tilkaldt en læge. Men det er for sent! Mimì besvimer, og mens Musetta beder en bøn, dør hun. Rodolfo græder utrøsteligt, da det går op for ham.

## Instrumentering
Orkestret til La Bohème består af:
- Træblæsere: 2 tværfløjter, piccolofløjte, 2 oboer, engelskhorn, 2 klarinetter, basklarinet, 2 fagotter
- Messingblæsere: 4 valdhorn, 3 trompetter, 3 basuner, basbasun
- Slagtøj: pauker, lilletromme, triangel, bækken, stortromme, xylofon, klokkespil, campanelle ("lille klokke")
- Strygere: harpe, violiner (første- og andenvioliner), bratsch, cello, kontrabas

## Diskografi
La Bohème er indspillet en lang række gange med mange førende dirigenter og sangere. Værket er fx optaget i 1973 på RCA Victor med Sir Georg Solti som dirigent, Montserrat Caballé som Mimì og Plácido Domingo som Rodolfo. Pladen modtog i 1974 en Grammy Award for bedste operaindspilning. Den tidligste kommercielle optagelse i fuld længde af operaen stammer formentlig fra februar 1917, der er udgivet på det italienske La voce del Padrone. Carlo Sabajno dirigerede Teatro alla Scalas orkester og kor med Gemma Bosini og Remo Andreini som hhv. Mimì og Rodolfo. En af de nyeste udgivelser er fra Deutsche Grammophon, der i 2008 udsendte en indspilning dirigeret af Bertrand de Billy med Anna Netrebko og Rolando Villazón som Mimì og Rodolfo. En anden nævneværdig optagelse er fra 1972 under Herbert von Karajan med Mirella Freni som Mimì og Luciano Pavarotti som Rodolfo.
Der er flere optagelser med dirigenter, der var tæt forbundne med Puccini. I 1946 udsendte RCA Victor en optagelse med Arturo Toscanini, der også dirigerede operaen ved urpremieren i 1896. Optagelsen 50 år senere blev indspillet med NBC Symphony Orchestra og Jan Peerce som Rodolfo og Licia Albanese som Mimì. Det er den eneste optagelse af en Puccini-opera, der er dirigeret af en dirigent, som også stod på podiet ved urpremieren. Thomas Beecham, som arbejdede tæt sammen med Puccini, da han i 1920 var i færd med at indspille en version af La Bohème i London, dirigerede indspilningen af operaen på engelsk for Columbia Records i 1936 med Lisa Perli som Mimì og Heddle Nash som Rodolfo. Beecham dirigerede også operaen i 1956 for RCA Victor med Victoria de los Angeles og svenske Jussi Björling i hovedrollerne.
Selv om langt størstedelen af indspilningerne er på italiensk, har operaen været indspillet på flere andre sprog. Wilfrid Pelletier dirigerede Metropolitan Operas orkester og kor med Eleanor Steber og Armand Tokatyan som Mimì og Rodolfo (på fransk, 1940) ; Richard Kraus dirigerede Deutsche Oper Berlins orkester og kor med Trude Eipperle og Fritz Wunderlich i hovedrollerne (på tysk, 1956), og i 1998 udgav Chandos Opera In English en engelsksproget udgave med David Parry på podiet overfor Philharmonia Orchestra og Cynthia Haymon og Dennis O'Neill som de to elskende.
Enrico Caruso, som er en kendt fortolker af rollen som Rodolfo, har aldrig indspillet hele operaen, men sunget en række uddrag fx på cylinder i 1906. Rodolfos berømte arie "Che gelida manina" er indspillet mellem 1900 og 1980 af Caruso og næsten 500 andre tenorer på mindst syv sprog . I 1981 udgav A.N.N.A. Record Company et bokssæt med seks LP'er, på hvilke 101 forskellige tenorer synger denne arie.

## Den manglende akt
I 1957 døde Illicas enke, og hans efterladte papirer blev givet til museet i Parma. Blandt dem var den fulde libretto til La Bohème. I den forbindelse blev det opdaget, at tekstforfatterne havde forberedt en akt, som Puccini besluttede ikke at bruge i sin komposition. I akten forklares Rodolfos jaloux bemærkninger, der falder overfor Marcello i tredje akt.
I den "manglende akt", der tidsmæssigt ligger mellem Café Momus-scenen og tredje akt, er der udendørsfest ved Musettas bolig. Hendes protektor har nægtet at betale yderligere leje af jalousi, og Musettas møbler er blevet flyttet ud i gården for at blive bortauktioneret næste morgen. De fire bohèmer finder i dette en undskyldning for at feste og sørger for vin og et orkester. Musetta giver Mimi en smuk kjole at tage på og introducerer hende for en vicomte. Parret danser en kvadrille i gården, som gør Rodolfo jaloux. Dette forklarer hans henvisning i tredje akt til en "moscardino di Viscontino" (en laps af en lille vicomte). Eftersom daggryet nærmer sig, begynder møbelhandlere at fjerne indboet, så det kan komme på auktion.

## Værker inspireret afLa Bohème
I 1959 blev Musettas vals (Quando me n’vò) tilpasset af sangskriver Bobby Worth til popsangen fra 1959: "Don't You Know?" som Della Reese fik et hit med. Operaen er også blevet omskrevet til en novelle i 1983 af forfatteren V. S. Pritchett og udgivet af Metropolitan Opera.Pritchett, V.S. (1983). La Bohème. London: Michael Joseph. ISBN 0718123034.
La Bohème. Una piccola Storia sull'immortalità dell'Amore e dell'amicizia (La Bohème. En lille historie om kærlighedens og venskabets udødelighed) af Carollina Fabinger er en illustreret italiensk udgave for børn og unge udsendt af Nuages.

### Moderniseringer
Baz Luhrmann har sat operaen op for Opera Australia i 1990 med moderniserede overtekster og et budget på kun AU $ 60.000. Forestillingen er blevet udsendt på DVD. Luhrmanns udgave af operaen blev ført frem til 1957 i stedet for 1830 som oprindeligt. Grunden til opdateringen af La Bohème til denne periode var i henhold til Baz Luhrmann, at "... [they] discovered that 1957 was a very, very accurate match for the social and economic realities of Paris in the 1840s" ("...[ de] opdagede, at forholdene i 1957 svarede meget, meget præcist til de sociale og økonomiske realiteter i Paris i 1840'erne"). I 2002 satte Luhrmann sin version op på Broadway og vandt en Tony Award. For at kunne spille otte forestillinger om ugen på Broadway, havde man tre af Mimì'er og Rodolfo'er og to Musetta'er og Marcello'er, der kunne synge partierne på skift.
Rent, en musical fra 1996 af Jonathan Larson, er baseret på La Bohème. Her er de to elskende, Roger og Mimis problem ikke tuberkulose, men AIDS. Hele stykket igennem er der med sange som "Light My Candle" direkte referencer til La Bohème.

### La Bohèmepå film
Arier fra La Bohème findes blandt andet i disse film:
- Mimi, 1935, med Gertrude Lawrence og Douglas Fairbanks, Jr.
- The Great Caruso ("Den store Caruso"), 1951, med Mario Lanza og Ann Blyth
- Moonstruck ("Lunefulde måne"), 1987, med Cher og Nicolas Cage
- Awakenings ("Livet længe leve"), 1990, med Robin Williams og Robert De Niro
- The Boondock Saints, 1999, med Sean Patrick Flanery og Norman Reedus
- Atonement ("Soning"), 2007, James McAvoy og Keira Knightley
- No Reservations ("Kærlighed og krydderier"), 2007, med Catherine Zeta-Jones og Aaron Eckhart